# بطولة العالم للجمباز الفني 2018
بطولة العالم للجمباز الفني 2018 هي النسخة الثامنة والأربعين من بطولة العالم للجمباز الفني. ستقام البطولة في الفترة ما بين 25 أكتوبر و 3 نوفمبر 2018 في قبة أكاديمية التفوق الرياضي في الدوحة عاصمة قطر.
ستقام هذه البطولة لأول مرة في قطر والشرق الأوسط.